# غراهام جونسون (راكب الكنو)
غراهام جونسون (بالإنجليزية: Graham Johnson)‏ هو راكب الكنو أسترالي، ولد في 20 نوفمبر 1943.

## وصلات خارجية
- غراهام جونسون على موقع أوليمبيديا (الإنجليزية)
- غراهام جونسون على موقع اللجنة الأولمبية الأسترالية (الإنجليزية)